# اهمیت جدی بودن
اهمّیّت جدی بودن، یک کمدی مبتذل برای آدم‌های جدی (به انگلیسی: The Importance of Being Earnest) یا اهمیت ارنست بودن نمایشنامه‌ای است از اسکار وایلد، شاعر و نمایشنامه‌نویس ایرلندی. این نمایش برای اولین بار در ۱۴ فوریهٔ ۱۸۹۵ در تماشاخانهٔ سنت جیمز در لندن به روی صحنه رفت. این نمایش که یک کمدی در سبک لودگی است، دربارهٔ آدم‌هایی است که برای فرار از تعهداتشان، هویت جعلی برمی‌گزینند. منتقدان هم‌دورهٔ وایلد، همگی طنز موجود در نمایشنامه را ستودند. برخی فقدان پیام‌های اجتماعی در اثر را از معایب آن دانستند. برخی دیگر معتقد بودند اهمّیّت جدی بودن، نقطهٔ اوجی در فعالیت هنری وایلد به‌شمار می‌رود. گفتگوهای ظریف و بذله‌گویی‌های مفرح نمایشنامه باعث شده که اهمّیّت جدی بودن محبوب‌ترین نمایشنامهٔ اسکار وایلد باشد.
اهمّیّت جدی بودن در شب اول اجرا با استقبال بی‌نظیری روبه‌رو شد و به نظر می‌رسید موفقیت فراوانی برای وایلد به همراه داشته باشد، اما اتفاقاتی که در طول اجرای نمایش و پس از آن رخ داد، سقوط وایلد را رقم زد. مارکی کویینزبری، پدر معشوق اسکار وایلد، قصد داشت با سبدی از سبزیجات گندیده به دیدن نمایش برود و نمایش را به هم بزند. اسکار وایلد از این موضوع مطلع شد و از ورود مارکی به تئاتر ممانعت کرد. این ماجرا به دادگاه کشیده شد و در نهایت دشمنی با مارکی، برای اسکار وایلد بدنامی به بار آورد. علی‌رغم استقبال فراوان از نمایش، ناچار شدند پس از ۸۶ شب اجرا را متوقف کنند. در نهایت وایلد به جرم بی‌شرمی به دو سال زندان با اعمال شاقه محکوم شد. پس از زندان، وایلد یک نمایشنامهٔ دیگر منتشر کرد اما هرگز اثر دراماتیک یا کمدی دیگری ننوشت.
اهمّیّت جدی بودن، پس از اکران اول، بارها روی صحنه به نمایش درآمده و سه اقتباس سینمایی از این اثر ساخته شده‌است:
- در ۱۹۵۲، با بازی تحسین‌برانگیز ادیث ایوانز در نقش لیدی برکنل
- در ۱۹۹۲، کرت بیکر
- در ۲۰۰۲، اولیور پارکر

## نگارش

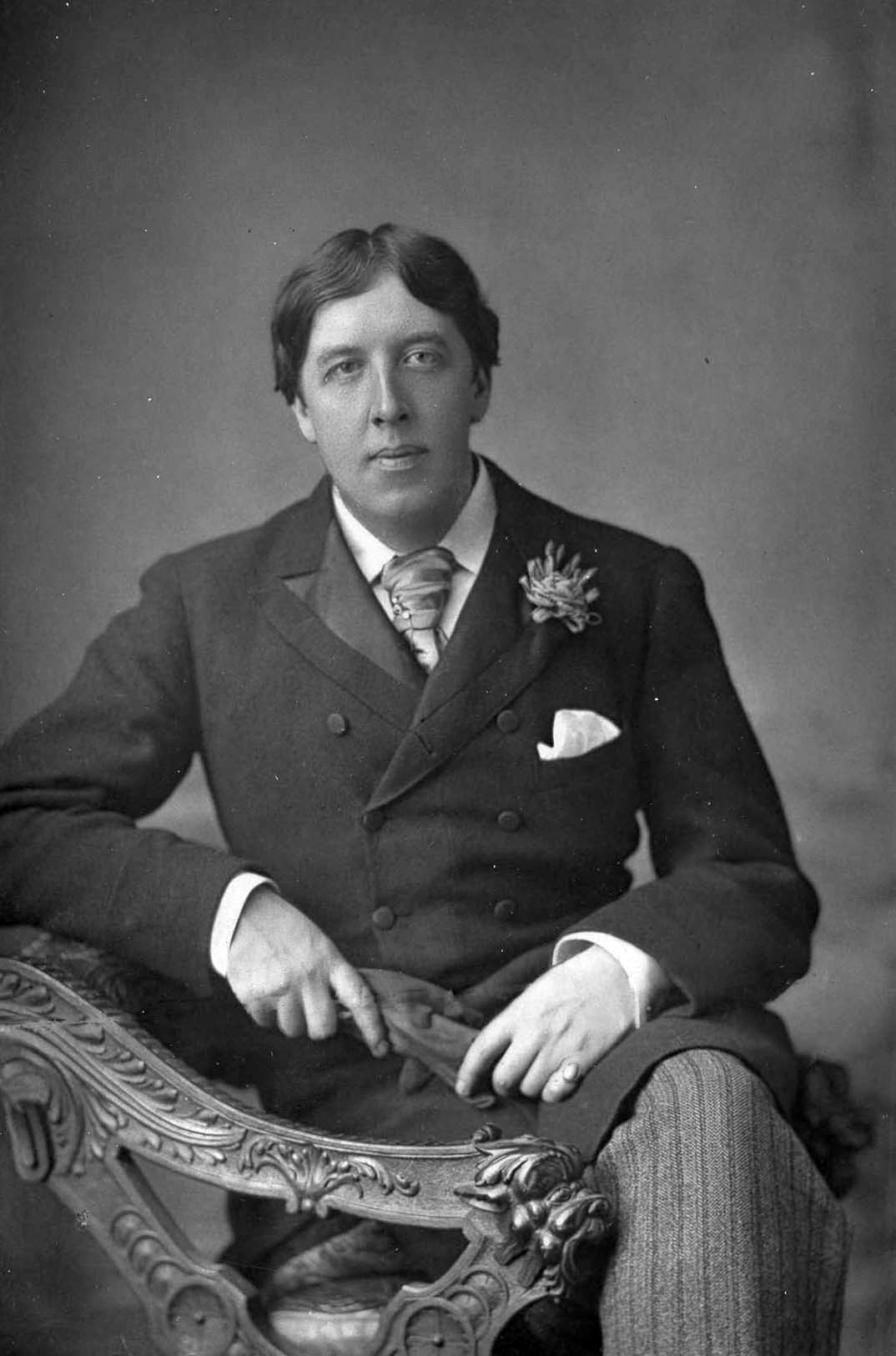
اسکار وایلد ۱۸۸۹

پس از موفقیت دو نمایشنامهٔ بادبزن خانم ویندرمر و زن بی‌اهمیت، تهیه‌کنندگان وایلد به او اصرار کردند نمایش دیگری بنویسد. وایلد ایدهٔ نمایشنامهٔ اهمّیّت جدی بودن را با مدیر بازیگران تئاتر سنت جورج (سر جورج الکساندر) در میان گذاشت و در اوت همان سال، زمانی که در حال گذراندن تعطیلات تابستانی با خانواده‌اش بود، به سرعت نمایشنامه را نوشت. شهرت وایلد باعث شد دربارهٔ محتوای اثر سخت‌گیری چندانی به عمل نیاید. بسیاری از نام‌ها و ایده‌های نمایشنامه از آدم‌ها یا جاهایی که نویسنده می‌شناخت وام گرفته شده‌است. به عنوان مثال لیدی کویینزبری، مادر لرد آلفرد داگلاس، معشوق اسکار وایلد است. مایکل فاین‌گولد، منتقد آمریکایی، نیز معتقد است طرح نمایشنامه از یک ماجرای واقعی الهام گرفته شده. اصلاحات با دقت و وسواس فراوان در طول پاییز ادامه یافت، تقریباً هیچ‌یک از سطور نمایشنامه دست‌نخورده باقی نماند. برخی منتقدین بر این باورند از آنجا که اسکار وایلد در این نمایشنامه به بلوغ هنری خود رسیده بود، این اثر با اطمینان و سرعت بیشتری (نسبت به آثار پیشین نویسنده) نوشته شد.
البته از آنجا که تئاتر سنت جیمز بیشتر به خاطر نمایشنامه‌های جدی شناخته شده بود، اسکار وایلد تردید داشت که نمایش در آنجا اجرا شود. خود وایلد در توضیح می‌گفت این نمایشنامه فارغ از هرگونه دغدغهٔ جدی نوشته شده‌است. اما در نهایت تصمیم بر این شد که در همان سالن اجرا شود. الکساندر، پس از آماده‌سازی‌ها و تمرینات اولیه از وایلد خواست نمایشنامه را که در چهار پرده نوشته شده بود کوتاه کند. وایلد پذیرفت و پرده‌های دوم و سوم را با هم ادغام کرد. بخش عمدهٔ حذفیات مربوط به شخصیت آقای گریبزبی است، وکیلی که برای دستگیری «ارنست» بی‌بند و بار (همان جک) از لندن آمده‌است. اگر جک صورتحساب‌ها را پرداخت نکند، الجرنون، که وانمود می‌کند «ارنست» است، دستگیر می‌شود. جک در نهایت می‌پذیرد پول صورت‌حساب‌هایی را که همه تصور می‌کنند مربوط به الجرنون است، بدهد، در حالی‌که خودش است که بدهی بالا آورده. نمایش کامل (چهار پرده‌ای) اولین بار در یک برنامهٔ رادیویی تولید بی‌بی‌سی اجرا شد. هنوز هم گاهی نمایشنامه به‌طور کامل روی صحنه می‌رود اما برخی منتقدین (پیتر ربی) بر این باورند که نسخهٔ کوتاه‌شده، قابل اجراتر است و از منظر نمایشی تأثیرگذارتر است.

## طرح داستان
داستان در سال ۱۸۹۵، در لندن می‌گذرد. در شروع نمایش، الجرنون مونکریف، یک نجیب‌زادهٔ جوان بی‌کار، از بهترین دوستش (که او را با نام ارنست ورثینگ می‌شناسد) پذیرایی می‌کند. ارنست از حومهٔ شهر برای خواستگاری از دخترعموی الجرنون، گوندولن به لندن آمده‌است. الجرنون رضایت نمی‌دهد مگر این که ارنست توضیح دهد که چرا روی جعبهٔ سیگارش نوشته شده: «از طرف سیسیلی کوچولو، با محبت فراوان به عمو جک نازنینش.» ارنست ناچار می‌شود اعتراف کند زندگی دوگانه‌ای دارد. در حومه، او را با نام جان (یا جک) می‌شناسند. در آنجا او به خاطر مصلحت سیسیلی (دختری که او سرپرستی‌اش را بر عهده دارد) رفتاری جدی دارد و وانمود می‌کند باید از برادر کوچکتر سربه‌هوایش، ارنست، که در لندن زندگی می‌کند مراقبت کند. در شهر با نام ارنست خوشگذرانی می‌کند. الجرنون هم اعتراف می‌کند او نیز ریگی به کفش دارد: او وانمود می‌کند دوستی به نام بانبری در حومهٔ لندن دارد و هر وقت می‌خواهد از زیر بار مسئولیتی شانه خالی کند، به دیدن این دوست خیالی می‌رود. جک حاضر نمی‌شود محل سکونتش در حومه را به الجرنون لو بدهد.
گوندولن و مادر سختگیرش، لیدی برکنل، سری به الجرنون می‌زنند. الجرنون در اتاقی دیگر سر لیدی برکنل را گرم می‌کند و جک به گوندولن پیشنهاد ازدواج می‌دهد. گوندولن پیشنهاد او را می‌پذیرد اما به نظر می‌رسد بخش بزرگی از علاقه‌اش به او به خاطر نام ارنست باشد. جک تصمیم می‌گیرد نام خود را به ارنست تغییر دهد. لیدی برکنل آن دو را غافلگیر می‌کند و جک را به عنوان خواستگار آینده، سئوال‌پیچ می‌کند. بعد از آن که می‌فهمد جک را در کودکی در یک ساک در ایستگاه ویکتوریا رها کرده‌اند و خانواده‌ای او را به فرزندی پذیرفته‌است، وحشت‌زده می‌شود و دیدار مجدد آن دو را قدغن می‌کند. گوندولن از فرصت کوتاهی استفاده می‌کند و به عشق ابدی‌اش به جک اعتراف می‌کند. جک نشانی‌اش در حومه را به او می‌دهد. الجرنون مخفیانه آدرس را روی لبهٔ آستینش می‌نویسد. با تعریف‌های جک از سیسیلی، او به شدت مشتاق است این دختر را ببیند.
در پردهٔ دوم جک به خانه‌اش در حومه بازمی‌گردد. سیسیلی با معلم سرخانه‌اش، دوشیزه پریسم مشغول درس خواندن است که الجرنون از راه می‌رسد و خود را ارنست ورثینگ معرفی می‌کند. او به سرعت موفق می‌شود دل سیسیلی را ببرد. از آنجا که سیسیلی به این ارنست علاقه‌مند شده‌است، الجرنون هم تصمیم می‌گیرد نام خود را به ارنست تغییر دهد. از طرفی جک می‌خواهد زندگی دوگانه‌اش را پشت سر بگذارد و به همین خاطر مویه‌کنان وارد می‌شود و خبر می‌دهد ارنست به علت زکام شدید در پاریس درگذشته‌است. اما حضور الجرنون که خود را ارنست معرفی کرده داستان او را خراب می‌کند. در همین اثنا، وقتی دو مرد جوان اتاق را ترک کرده‌اند گوندولن از راه می‌رسد. هر کدام از دخترها ادعا می‌کنند نامزد ارنست هستند. وقتی دو مرد جوان به اتاق برمی‌گردند، دستشان رو می‌شود.
در پردهٔ سوم لیدی برکنل به دنبال دخترش می‌آید و با کمال تعجب می‌فهمد الجرنون و سیسیلی نامزد شده‌اند. وقتی لیدی برکنل از میزان مال و اموال سیسیلی مطلع می‌شود، تردیدهایش نسبت به او از بین می‌رود و او را گزینه‌ای مناسب برای همسری الجرنون می‌داند. اما جک به این ازدواج رضایت نمی‌دهد مگر آن که لیدی برکنل هم با ازدواج او و گوندولن موافقت کند.
این وضعیت پیچیده با ورود دوشیزه پریسم به هم می‌خورد. لیدی برکنل دوشیزه پریسم را می‌شناسد: بیست و هشت سال پیش او در خانوادهٔ آن‌ها به عنوان پرستار بچه کار می‌کرده. یک روز پسربچه‌ای را برای گردش بیرون برده و هرگز بازنگشته‌است. دوشیزه پریسم توضیح می‌دهد که به علت حواس‌پرتی دست‌نویس رمانی که می‌نوشته را در کالسکه گذاشته و بچه را در ساک دستی. ساک را هم در ایستگاه ویکتوریا جا گذاشته. جک همان ساک را می‌آورد و می‌گوید او همان پسربچهٔ گمشده، یعنی پسر خواهر مرحوم لیدی برکنل است. معلوم می‌شود او در حقیقت برادر بزرگ الجرنون است و در نتیجه دلیلی برای مخالفت با ازدواج او و گوندولن وجود ندارد. اما گوندولن می‌گوید او فقط می‌تواند عاشق مردی بشود که نامش ارنست باشد و می‌خواهد نام واقعی نامزد خود را بداند. لیدی برکنل به جک می‌گوید او به عنوان فرزند اول، قاعدتاً به نام پدرش ژنرال مونکریف نام‌گذاری می‌شده. جک فهرست اسامی ارتشیان را بررسی می‌کند و درمی‌یابد نام پدرش و در نتیجه نام خودش، ارنست است.
زوج‌های خوشبخت (جک و گوندولن، الجرنون و سیسیلی) با شادمانی یکدیگر را در آغوش می‌گیرند، لیدی برکنل رفتار خویشاوند تازه‌اش را نشانهٔ سبک‌سری می‌داند و به او تذکر می‌دهد. جک جواب می‌دهد: «دقیقاً برعکس خاله آگوستا. تازه برای اولین بار در زندگیم فهمیدم ارنست (جدی) بودن چقدر اهمیت دارد!»

## نظر منتقدان

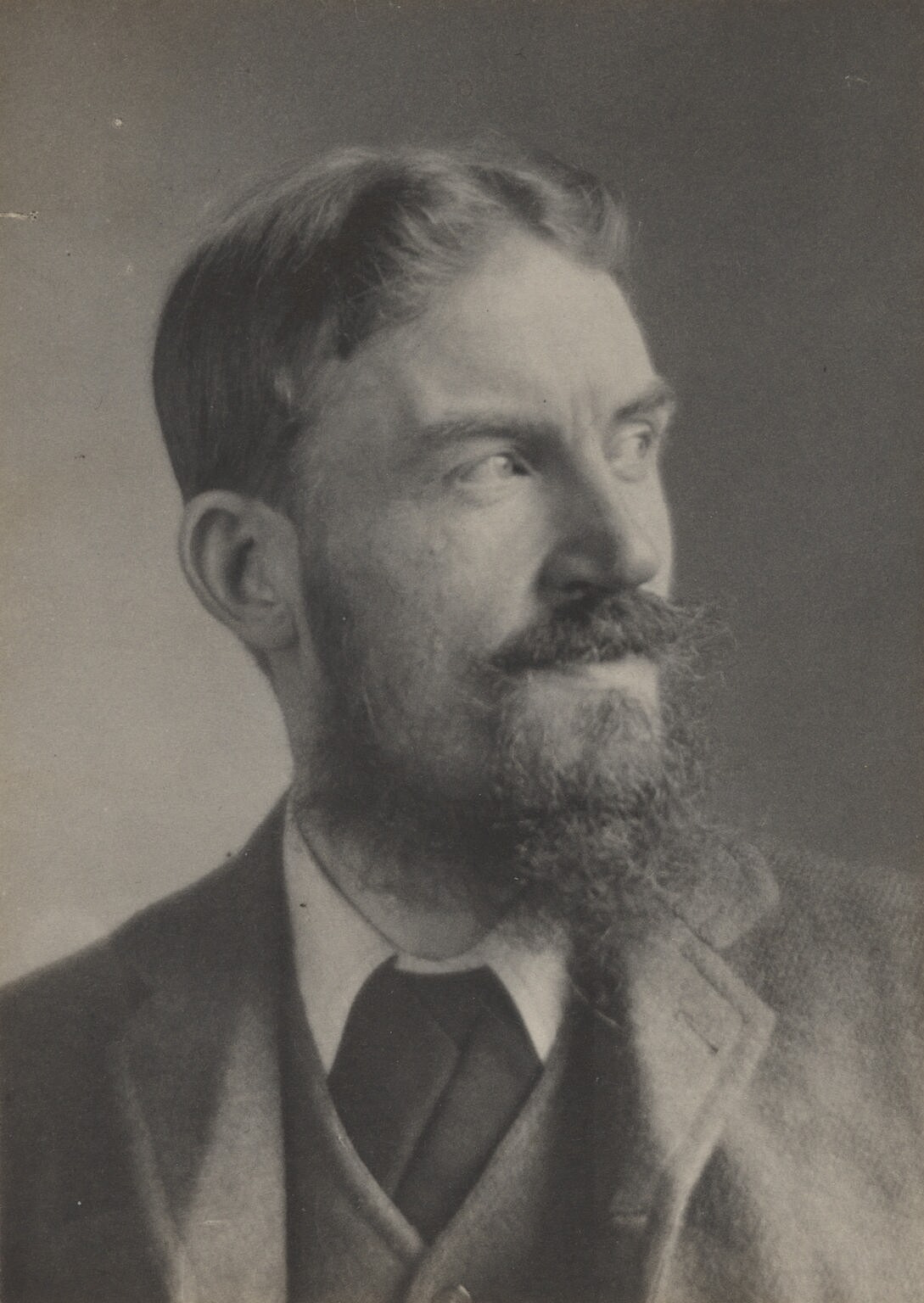
جرج برنارد شاو.

برخلاف بسیاری از نمایشنامه‌هایی که در آن زمان نوشته می‌شد، اهمّیّت جدی بودن طرح ساده‌ای دارد و به مسائل مهم سیاسی و اجتماعی کاری ندارد. منتقدان هم‌عصر وایلد به همین دلیل محتاطانه با آن مواجه شدند و اگرچه نمی‌دانستند می‌شود او را به عنوان یک نمایشنامه‌نویس جدی گرفت یا نه، هوشمندی و شوخ‌طبعی نمایشنامه و محبوبیت آن در میان تماشاگران را از نظر دور نداشتند. جرج برنارد شاو در نقدی که بر این نمایش نوشته، استدلال می‌کند: کمدی باید هم سرگرم‌کننده باشد و هم تأثیر بگذارد؛ و در نامه‌ای می‌نویسد که نمایش فوق‌العاده خنده‌داری است ولی اولین نمایشنامهٔ بی‌جان و کم‌مایهٔ وایلد است. ویلیام آرکر نوشت که از تماشای آن لذت برده ولی به نظر او نمایش کاملاً بی‌معناست. «منتقد بیچاره با چنین نمایشی چه کار باید بکند، نمایشی که به هیچ اصل هنری یا اخلاقی پای‌بند نیست و قراردادها و معیارهای خودش را خلق می‌کند و چیزی نیست جز تجلی کاملاً خودسرانهٔ هوش سرکش نویسنده‌اش؟»
ای.بی. واکی در نشریهٔ اسپیکر نمایش را ستود. او یکی از معدود کسانی بود که این اثر را نقطهٔ اوجی در فعالیت تئاتری وایلد تعبیر کرد. او سبک «فارس» و حتی بی‌معنا بودن نمایشنامه را نکته‌ای منفی نمی‌دانست و نوشت: «سرتاسر مزخرف است و به نظر من مزخرفی بهتر این تا به حال روی صحنه دیده نشده.» اچ. جی. ولز در نقدی بدون امضا اهمّیّت جدی بودن را یکی از باطراوت‌ترین کمدی‌های آن سال نامید و نوشت: «بهتر از این نمی‌شد قراردادهای تئاتری را دست انداخت.» و این پرسش را مطرح کرد که آیا تماشاگران پیام نمایش را به درستی دریافته‌اند؟ «آدم‌های جدی چطور با این نمایش مبتذل که مقصودش درس دادن به آنهاست، برخورد خواهند کرد؟ هنوز معلوم نیست، ولی قطعاً با جدیت.» نمایش آن‌قدر شاد و بی‌تکلف بود که بسیاری از منتقدان آن را با اپرای کمدی مقایسه کردند. دبلیو. اچ. آودن آن را یک اپرای کلامی ناب نامید. تایمز نوشت «داستان آن‌قدر نامعقول است که مشکل بتوان بدون موسیقی باورش کرد.»
از نمایشنامه‌های آن دوره تنها آثار وایلد و همکار ایرلندی‌اش شاو، ماندگار شدند و البته کمدی فارس خالهٔ چارلی. اهمّیّت جدی بودن مشهورترین نمایشنامهٔ اسکار وایلد است و امروزه، به کرات اجرا می‌شود. مکس بیربوم این نمایشنامه را ظریف‌ترین و شاخص‌ترین نمونهٔ کار وایلد نامید و نوشت در سایر کمدی‌های وایلد یعنی بادبزن خانم ویندرمر، زن بی‌اهمیت و شوهر دلخواه «همیشه مکانیزم اثر آش، همیشه کار است، همیشه متوجه شباهتش به آثار ساردو می‌شوید.»

## ترجمه‌های فارسی
1. اهمیت ارنست بودن، در سالومه: اهمیت ارنست بودن و بادبزن خانم ویندرمیر، ترجمهٔ محمد سعیدی، تهران: بنگاه ترجمه و نشر کتاب، ۱۳۳۶.
2. اهمیت ارنست بودن، بازنویسی به صورت قصه از گیتی صفرزاده، تهران: گل‌آقا، ۱۳۹۱.